# Kuurne-Brussel-Kuurne 2016
De 68e editie van de wielerwedstrijd Kuurne-Brussel-Kuurne werd gehouden op 28 februari 2016. De start en finish vonden plaats in Kuurne. De wedstrijd maakte deel uit van de UCI Europe Tour 2016, in de categorie 1.HC. Titelverdediger Mark Cavendish stond niet aan de start.

## Deelnemende ploegen
| WorldTour          | ProContinentaal             | Continentaal           |
| ------------------ | --------------------------- | ---------------------- |
| Tinkoff            | Southeast                   | Crelan-Vastgoedservice |
| Team Sky           | Bora-Argon 18               | Team 3M                |
| Lotto Soudal       | Wanty-Groupe Gobert         | Vérandas Willems       |
| Team Katjoesja     | Fortuneo-Vital Concept      |                        |
| Etixx-Quick Step   | Topsport Vlaanderen-Baloise |                        |
| IAM Cycling        | Cofidis                     |                        |
| FDJ                | Direct Énergie              |                        |
| Orica GreenEDGE    | Nippo-Vini Fantini          |                        |
| BMC Racing Team    | Roompot-Oranje Peloton      |                        |
| AG2R La Mondiale   | ONE Pro Cycling             |                        |
| Team LottoNL-Jumbo |                             |                        |
| Trek-Segafredo     |                             |                        |

## Hellingen
In 2016 moeten de volgende hellingen worden beklommen:

## Uitslag
| Plaats  | Naam                | Ploeg                       | Tijd     |
| ------- | ------------------- | --------------------------- | -------- |
| Winnaar | Jasper Stuyven      | Trek-Segafredo              | 4u53'51" |
| 2       | Alexander Kristoff  | Team Katjoesja              | + 17"    |
| 3       | Nacer Bouhanni      | Cofidis                     | z.t.     |
| 4       | Dylan Groenewegen   | LottoNL-Jumbo               | z.t.     |
| 5       | Łukasz Wiśniowski   | Etixx-Quick Step            | z.t.     |
| 6       | Niccolò Bonifazio   | Trek-Segafredo              | z.t.     |
| 7       | Peter Sagan         | Tinkoff                     | z.t.     |
| 8       | Edward Theuns       | Trek-Segafredo              | z.t.     |
| 9       | Jonas Van Genechten | IAM Cycling                 | z.t.     |
| 10      | Scott Thwaites      | Bora-Argon 18               | z.t.     |
| 11      | Arnaud Démare       | FDJ                         | z.t.     |
| 12      | Maxime Daniel       | AG2R La Mondiale            | z.t.     |
| 13      | Adrien Petit        | Direct Énergie              | z.t.     |
| 14      | Raymond Kreder      | Roompot-Oranje Peloton      | z.t.     |
| 15      | Caleb Ewan          | Orica GreenEDGE             | z.t.     |
| 16      | Nikolas Maes        | Etixx-Quick Step            | z.t.     |
| 17      | Daniel Oss          | BMC Racing Team             | z.t.     |
| 18      | Bert Van Lerberghe  | Topsport Vlaanderen-Baloise | z.t.     |
| 19      | Tom Van Asbroeck    | Team LottoNL-Jumbo          | z.t.     |
| 20      | Jens Debusschere    | Lotto Soudal                | z.t.     |

1945 · 1946 · 1947 · 1948 · 1949 · 1950 · 1951 · 1952 · 1953 · 1954 · 1955 · 1956 · 1957 · 1958 · 1959 · 1960 · 1961 · 1962 · 1963 · 1964 · 1965 · 1966 · 1967 · 1968 · 1969 · 1970 · 1971 · 1972 · 1973 · 1974 · 1975 · 1976 · 1977 · 1978 · 1979 · 1980 · 1981 · 1982 · 1983 · 1984 · 1985 · 1986 · 1987 · 1988 · 1989 · 1990 · 1991 · 1992 · 1993 · 1994 · 1995 · 1996 · 1997 · 1998 · 1999 · 2000 · 2001 · 2002 · 2003 · 2004 · 2005 · 2006 · 2007 · 2008 · 2009 · 2010 · 2011 · 2012 · 2013 · 2014 · 2015 · 2016 · 2017 · 2018 · 2019 · 2020 · 2021 · 2022 · 2023 · 2024 · 2025
Lijst van beklimmingen
Etappewedstrijden

 Ster van Bessèges · 
 Ronde van Valencia · 
 La Méditerranéenne · 
 Ronde van de Algarve · 
 Ruta del Sol · 
 Ronde van de Haut-Var · 
 Ronde van de Provence · 
 Driedaagse van West-Vlaanderen · 
 Internationale Wielerweek · 
 Internationaal Wegcriterium · 
 Driedaagse van De Panne-Koksijde · 
 Ronde van de Sarthe · 
 Ronde van Castilië en León · 
 Ronde van Trentino · 
 Ronde van Kroatië · 
 Ronde van Turkije · 
 Ronde van Yorkshire · 
 Ronde van Asturië · 
 Ronde van Azerbeidzjan · 
 Vierdaagse van Duinkerke · 
 Ronde van Madrid · 
 Ronde van Picardië · 
 Ronde van Cova da Beira · 
 Ronde van Noorwegen · 
 World Ports Classic · 
 Ronde van België · 
 Ronde van Estland · 
 Ronde van Luxemburg · 
 Boucles de la Mayenne · 
 Ster ZLM Toer · 
 Ronde van Slovenië · 
 Ronde van Oostenrijk · 
 Sibiu Cycling Tour · 
 Ronde van Rhône Alpes-Valromey · 
 Ronde van Wallonië · 
 Ronde van Denemarken · 
 Ronde van Portugal · 
 Ronde van Burgos · 
 Ronde van Gévaudan Languedoc-Roussillon · 
 Ronde van de Ain · 
 Ronde van Tsjechië · 
 Arctic Race of Norway · 
 Ronde van de Limousin · 
 Ronde van Poitou-Charentes · 
 Tour des Fjords · 
 Ronde van Groot-Brittannië · 
 Ronde van Toscane · 
 Eurométropole Tour
Eendaagse wedstrijden

 Trofeo Felanitx-Ses Salines-Campos-Porreres · 
 Trofeo Pollença-Port de Andratx · 
 Trofeo Serra de Tramuntana · 
 Trofeo Playa de Palma-Palma · 
 GP La Marseillaise · 
 Grote Prijs van de Etruskische Kust · 
 Ronde van Murcia · 
 Clásica de Almería · 
 Trofeo Laigueglia · 
 Omloop Het Nieuwsblad · 
 Classic Sud Ardèche · 
 GP Lugano · 
 Kuurne-Brussel-Kuurne · 
 La Drôme Classic · 
 Le Samyn · 
 Strade Bianche · 
 GP Industria & Artigianato · 
 Ronde van Drenthe · 
 Nokere Koerse · 
 GP Nobili Rubinetterie · 
 Handzame Classic · 
 Classic Loire-Atlantique · 
 Grote Prijs van Cholet-Pays de Loire · 
 Dwars door Vlaanderen · 
 Route Adélie de Vitré · 
 Grote Prijs Miguel Indurain · 
 Volta Limburg Classic · 
 Ronde van La Rioja · 
 Parijs-Camembert · 
 Scheldeprijs · 
 Klasika Primavera · 
 Brabantse Pijl · 
 GP Denain · 
 Ronde van de Finistère · 
 Ronde van de Apennijnen · 
 Tro-Bro Léon · 
 La Roue Tourangelle · 
 Rund um den Finanzplatz Eschborn-Frankfurt · 
 Velothon Wales · 
 Grote Prijs van de Somme · 
 Grote Prijs van Plumelec · 
 Boucles de l'Aulne  · 
 Velothon Berlin · 
 GP Kanton Aargau · 
 Ronde van Keulen · 
 Ronde van Limburg · 
 Velothon Copenhagen · 
 Halle-Ingooigem · 
 GP Cerami · 
 Velothon Stuttgart · 
 Prueba Villafranca de Ordizia · 
 Rad am Ring · 
 Circuito de Getxo · 
 RideLondon Classic · 
 Polynormande · 
 Dwars door het Hageland · 
 Arnhem-Veenendaal Classic · 
 GP Jef Scherens · 
 GP Stad Zottegem · 
 Druivenkoers Overijse · 
 Schaal Sels · 
 Brussels Cycling Classic · 
 GP Fourmies · 
 Velothon Stockholm · 
 Ronde van de Doubs · 
 GP van Wallonië · 
 Coppa Bernocchi · 
 Coppa Agostoni · 
 Kampioenschap van Vlaanderen · 
 Grote Prijs Impanis-Van Petegem · 
 Memorial Marco Pantani · 
 GP van Isbergues · 
 GP Industria & Commercio di Prato · 
 Coppa Sabatini · 
 Ronde van Emilia · 
 Duo Normand · 
 GP Beghelli · 
 Ronde van de Drie Valleien · 
 Milaan-Turijn · 
 Ronde van Piemonte · 
 Ronde van de Vendée · 
 Ronde van het Münsterland · 
 Binche-Chimay-Binche · 
 Parijs-Bourges · 
 Parijs-Tours · 
 Nationale Sluitingsprijs